# سنترپوینت انرژی پلازا
سنترپوینت انرژی پلازا، (به انگلیسی: CenterPoint Energy Plaza) آسمان‌خراش ۴۷ طبقه به ارتفاع ۲۲۶ متر، با کاربری اداری-تجاری است، که در شهر هیوستون، تگزاس، ایالات متحده آمریکا مستقر می‌باشد. پروژه ساخت این ساختمان در سال ۱۹۷۳ آغاز شد و در سال ۱۹۷۴ تکمیل و افتتاح گردید.

## نگارخانه

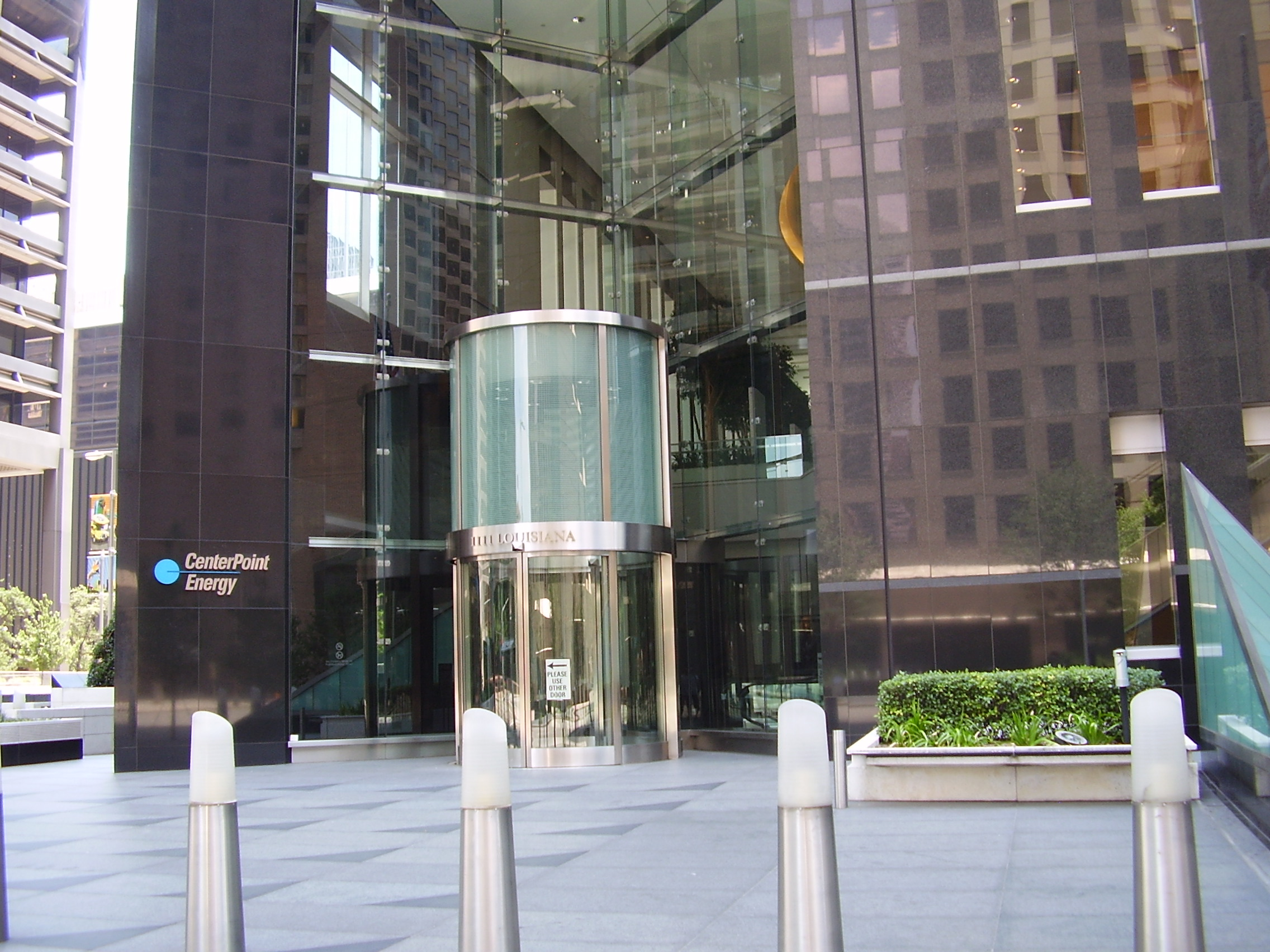
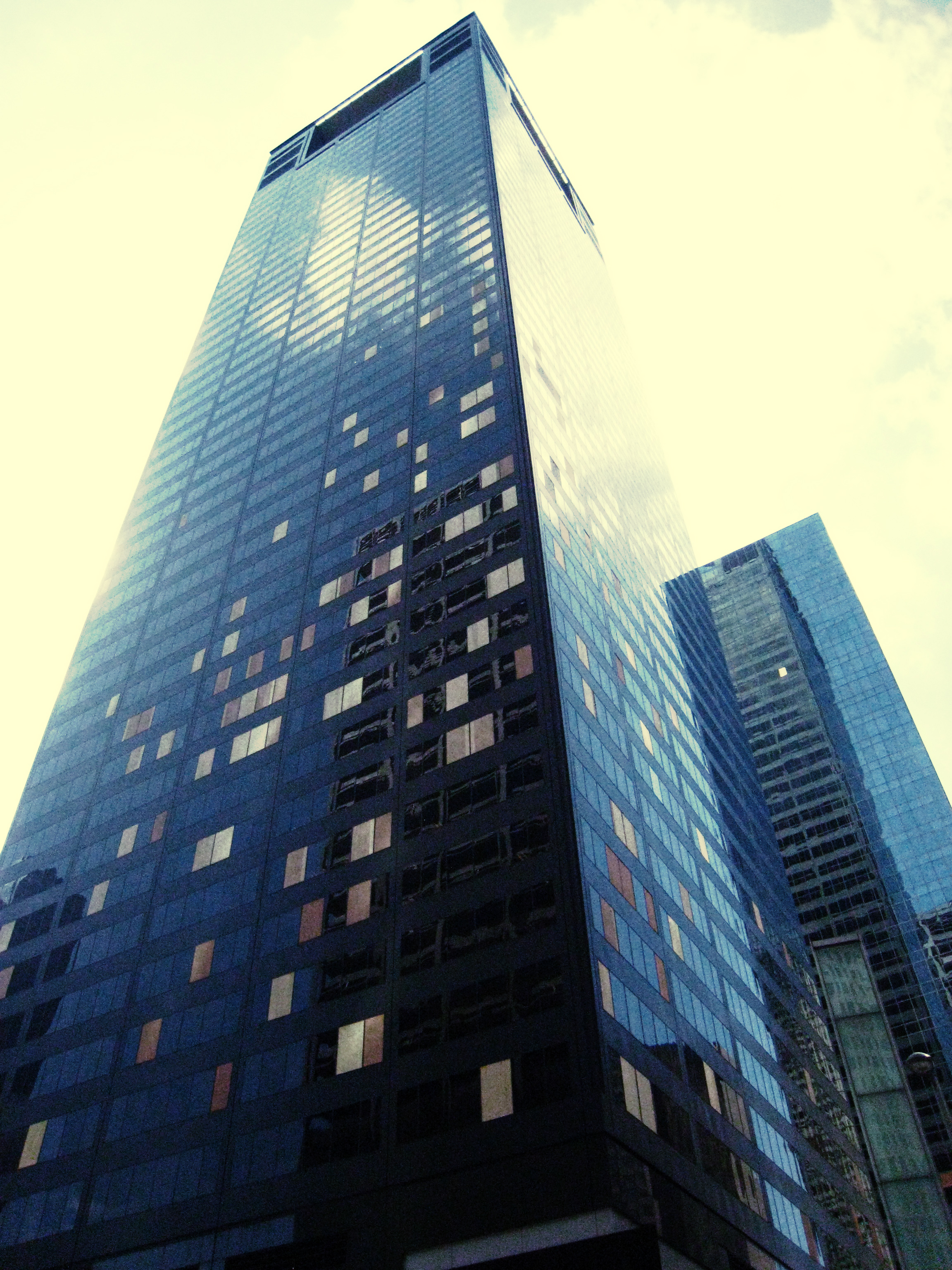